# Sveriges fotbollslandslag i OS 1948
Sveriges fotbollslandslag i OS 1948
Sveriges herrlandslag i fotboll tog guld vid OS i London 1948 efter att ha besegrat Jugoslavien med 3-1 i finalen. Detta är Sveriges herrlandslags hittills enda seger i ett internationellt fotbollsmästerskap. Sverige inledde turneringen genom att besegra Österrike med 3-0, därefter Sydkorea med 12-0 , innan de besegrade Danmark med 4-2 i semifinalen.
| Torsten Lindberg           | IFK Norrköping  | Målvakt                 |
| Knut Nordahl               | IFK Norrköping  | Högerback               |
| Erik Nilsson               | Malmö FF        | Vänsterback             |
| Birger "Bian" Rosengren    | IFK Norrköping  | Högerhalv               |
| Bertil Nordahl             | Degerfors IF    | Centerhalv              |
| Sune "Mona-Lisa" Andersson | AIK             | Vänsterhalv             |
| Kjell Rosén                | Malmö FF        | Högerytter              |
| Gunnar Gren                | IFK Göteborg    | Högerinner              |
| Gunnar Nordahl             | IFK Norrköping  | Center                  |
| Henry "Garvis" Carlsson    | AIK             | Vänsterinner            |
| Nils Liedholm              | IFK Norrköping  | Vänsterytter            |
| Kalle Svensson             | Helsingborgs IF | Målvakt                 |
| Börje Leander              | AIK             | Högerback               |
| Rune "Killing" Emanuelsson | IFK Göteborg    | Vänsterhalv/vänsterback |
| Egon "Hemliga" Jönsson     | Malmö FF        | Högerytter              |
| Stellan Nilsson            | Malmö FF        |                         |
| Pär "Pära" Bengtsson       | IF Elfsborg     |                         |
| Stig Nyström               | Djurgårdens IF  |                         |